# Trận Hoa Dương
Trận Hoa Dương (chữ Hán: 華陽之戰, Hán Việt: Hoa Dương chi chiến), là cuộc chiến tranh có sự tham gia của bốn nước chư hầu là Tần, Ngụy và Triệu và Hàn vào thời Chiến Quốc trong lịch sử Trung Quốc.

## Quá trình chiến tranh
Với việc nước Tề suy yếu sau cuộc chiến tranh kéo dài năm năm với nước Yên, nước Tần ở phía tây vươn lên trở thành nước chư hầu hùng mạnh nhất tại Trung Quốc. Tần tiếp tục dùng vũ lực để tranh đoạt đất đai và ép các nước khác quy phục mình. Năm 278 TCN, quân Tần đại thắng quân Sở, chiếm được Dĩnh đô, ép nước Sở thiên về phía đông và loại bỏ được một đối trọng lớn. Sau đó, nước Tần lại tiếp tục gây hấn với Tam Tấn (Hàn, Triệu, Ngụy), ép các nước này phải quy phục.
Năm 273 TCN, quân Triệu và Ngụy mở cuộc tiến công vào nước Hàn, bao vây thành Hoa Dương. Trước sức mạnh của Triệu và Ngụy, quân Hàn không đủ sức chống lại, đành sai sứ sang nước Tần cầu cứu. Tần Chiêu Tương vương cử tướng quốc là Ngụy Nhiễm cùng Thứ trưởng Vũ An quân Bạch Khởi và khách khanh Hồ Dương cứu nước Hàn. Quân Tần dùng chiến thuật ra tay bất ngờ, tiến quân một cách chớp nhoáng, một ngày đi được trăm dặm, không bao lâu sau thì đã tới Hoa Dương. Trước sự xuất hiện đột ngột của quân Tần, liên quân Triệu và Ngụy gặp bất ngờ. Hai bên giao tranh tại Hoa Dương. Quân Tần với kĩ thuật tác chiến tốt nhanh chóng đánh bại quân địch, chém đầu 13 vạn quân Ngụy và bắt sống ba tướng của Ngụy. Tướng Mang Mão bỏ chạy. Về phía quân Triệu cũng bị thiệt hại lớn, tướng Giả Yển bại trận, hai vạn quân bị bắt. Quân Tần thừa thắng kéo đến đánh huyện Quyển  và Thái Dương, Trường Xã của nước Ngụy và Quan Tấn thuộc nước Triệu. Ngụy An Ly vương hoảng sợ, sai Đoàn Can Sùng sang Tần cắt đất Nam Dương để cầu hòa. Từ đó, Ngụy lại thần phục nước Tần.